# André Guex
André Guex (* 8. Mai 1904 in Vevey; † 7. April 1988 in Lausanne) war ein schweizerischer Kantonsschullehrer und Reiseschriftsteller.

## Leben
André Guex war ein Sohn des Waadtländer Linguisten und Alpinisten Jules Guex (1871–1948) von Vevey und der Cécile Madeleine Sillig (1877–1968) von La-Tour-de-Peilz. 
Er studierte an der Universität Lausanne und promovierte im Jahr 1934. Er war von 1934 bis 1965 Professor an der Kantonsschule in Lausanne.
Als Sportsegler verfasste er nautische Werke, und weitere literarische Schriften widmete er der Region am Genfersee und der traditionellen Lebensweise der Schiffleute, dem Wallis, der Volkskunde, der Technik und Wirtschaft sowie andern Themen.
Er war zweimal verheiratet: seit 1931 mit der Portugiesin Margarida de Carvalho Vasconcellos Dias und seit 1944 mit der Französin Henriette Rolle.
Der literarische Nachlass von André Guex befindet sich im Centre des littératures en Suisse romande der Universität Lausanne.

## Ehrungen
- 1956: Preis der Schillerstiftung
- 1983: prix des Ecrivains vaudois

## Werke
- Des mains, des mœurs, des hommes. Vevey 1979.
- De l’eau, du vent, des pierres. Lausanne 1969.
- Altitudes. Lausanne 1957.
- Barrages. Lausanne 1956.
- Léman. Lausanne 1947.
- Le demi-siècle de Maurice Troillet. 1971.
- Valais naguère. 281 photographies anciennes. Lausanne 1971.